# Jules d'Auxais
Jules d'Auxais est un homme politique français né le 10 juillet 1818 à Périers (Manche) et décédé le 24 août 1881 à Saint-Aubin-du-Perron (Manche).
Riche propriétaire terrien, il est élu représentant monarchiste de la Manche en 1871, et s'inscrit à la réunion des Réservoirs. Il est sénateur de la Manche de 1876 à 1879, et conseiller général du canton de Saint-Sauveur-Lendelin.

## Sources
- « Jules d'Auxais », dans Adolphe Robert et Gaston Cougny, Dictionnaire des parlementaires français, Edgar Bourloton, 1889-1891 [détail de l’édition]